# کاماخوانی
کاماخوانی (به اسپانیایی: Camajuaní) یک منطقهٔ مسکونی در کوبا است که در استان ویا کلارا واقع شده‌است. کاماخوانی ۶۱۴ کیلومتر مربع مساحت و ۵۹٬۴۶۴ نفر جمعیت دارد و ۱۱۵ متر بالاتر از سطح دریا واقع شده‌است.